# Rusovce
Rusovce (deutsch Karlburg, ungarisch Oroszvár, kroatisch Rosvar) ist ein Stadtteil im Süden Bratislavas mit 4459 Einwohnern (Stand 31. Dezember 2022).

## Geographie
Der Stadtteil befindet sich im slowakischen Donautiefland auf der rechten Seite der Donau, als sich der Strom Richtung Staubecken Hrušov des Wasserkraftwerks Gabčíkovo erweitert, an der Grenze zu Österreich und nahe der Grenze zu Ungarn gelegen. Rusovce liegt auf einer Höhe von 133 m n.m. und ist 12 Kilometer vom Stadtzentrum Bratislavas entfernt (Straße).
Nachbarstadtteile/-gemeinden sind Jarovce im Westen, Nordwesten und Norden, Podunajské Biskupice im Nordosten, über einen Berührungspunkt Kalinkovo im Osten, Čunovo im Südosten und Süden sowie die österreichischen Gemeinden Deutsch Jahrndorf im Südwesten und über einen Berührungspunkt Pama im Westen.

## Beschreibung und Geschichte

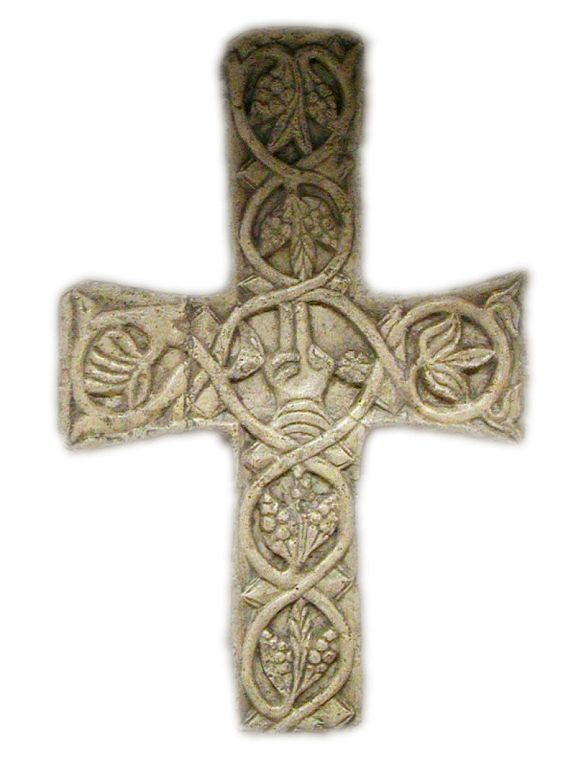
Kreuz von Rusovce

Der Ort gründet sich auf das vom 1–4. Jahrhundert n. Chr. bestehende römische Kastell Gerulata. Der Ort hatte im 9. Jahrhundert eine slawische Bevölkerung, (zumindest) im 10. und 11. Jahrhundert eine slowakisch-ungarische Bevölkerung. Er wurde 1208 als terra Uruzwar Wruzvar zum ersten Mal erwähnt. Seit dem 14. Jahrhundert ist der deutsche Name des Orts belegt, in der Neuzeit (ab dem 16. Jahrhundert) ist kroatisch-deutsche Bevölkerung nachgewiesen, wobei die Kroaten am Ende des 19. Jahrhunderts bereits germanisiert waren (sgn. Krobóti).
Das Dorf gehörte zum ungarischen Komitat Wieselburg und liegt an der Bahnlinie Bratislava–Szombathely (Pressburg–Steinamanger, Ungarn). 1890 hatte der Ort 1668 deutsche und magyarische Einwohner.
Emanuel Graf Zichy (1808–1877) ließ zwischen 1841 und 1846 das Schlösschen Karlburg erbauen. Von 1900 bis 1945 war Schloss Karlburg Wohnsitz der verwitweten Kronprinzessin von Österreich-Ungarn, Stephanie von Belgien, und ihres zweiten Ehegatten Fürst Elemér Lónyay.
Im Jahr 1910 hatte Karlburg (damals offiziell: Oroszvár) 1802 Einwohner. Davon waren 1268 Deutsche (70 %), 439 Ungarn (24 %), 30 Slowaken (1 %) und 20 Kroaten (1 %).
Mit dem 15. Oktober 1947 wurde der Ort dann zusammen mit den Nachbarorten Čunovo und Jarovce durch die Pariser Friedenskonferenz der Tschechoslowakei zugesprochen, nach dem Wunsch der Tschechoslowakischen Delegation, den Pressburger Brückenkopf aus strategischen Gründen zu vergrößern. Rusovce ist seit dem 1. Januar 1972 ein Stadtteil Bratislavas.

## Bevölkerung

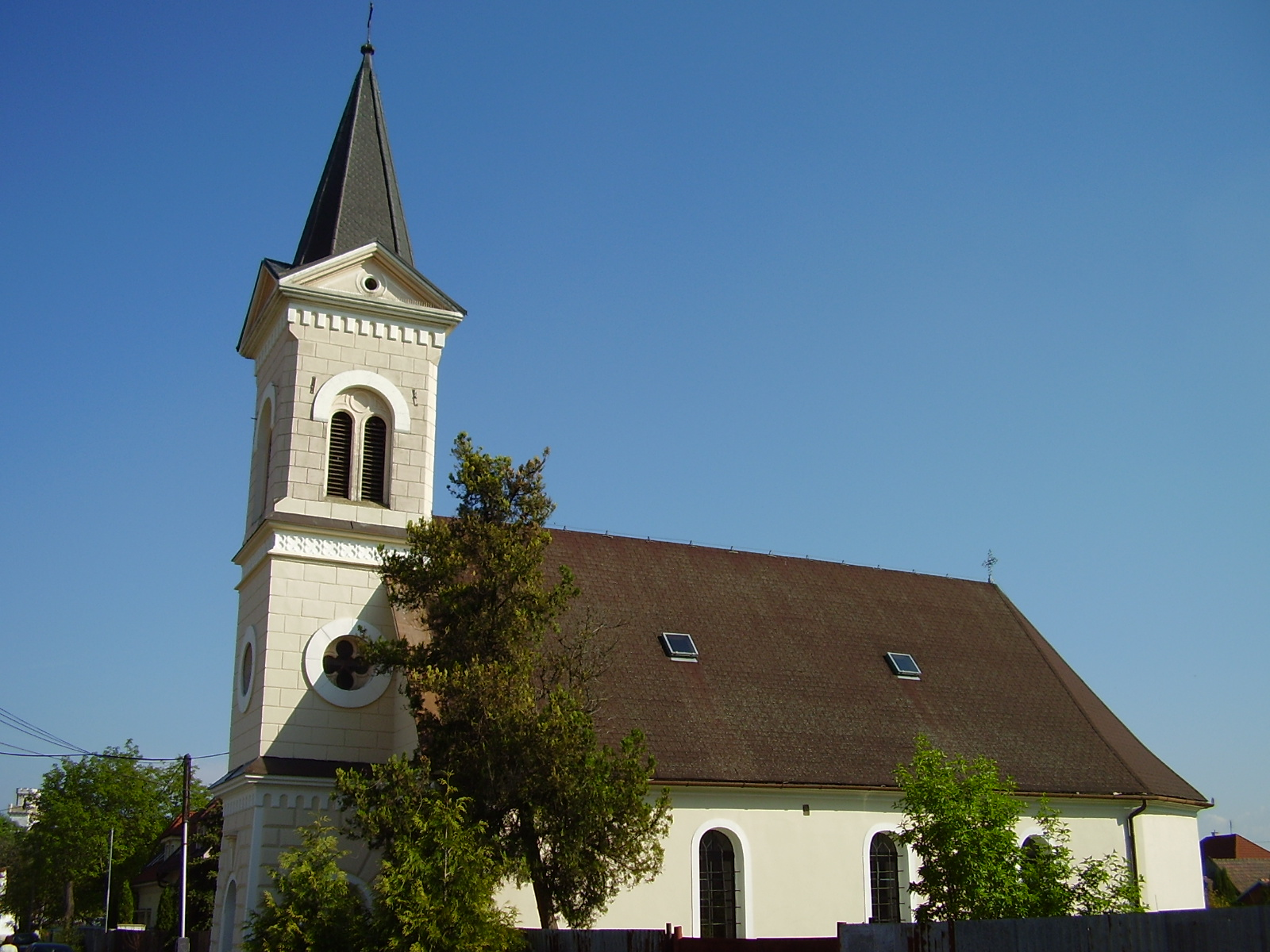
Kirche in Rusovce

Nach der Volkszählung 2011 wohnten im Stadtteil Rusovce 2845 Einwohner, davon 2380 Slowaken, 284 Magyaren, jeweils 18 Deutsche und Tschechen, 16 Kroaten, sieben Ukrainer, sechs Polen, jeweils vier Russinen und Serben, drei Bulgaren, zwei Juden sowie jeweils ein Mährer, Rom und Russe. 23 Einwohner gaben eine andere Ethnie an und 77 Einwohner machten keine Angabe zur Ethnie.
1629 Einwohner bekannten sich zur römisch-katholischen Kirche, 127 Einwohner zur Evangelischen Kirche A. B., 31 Einwohner zur griechisch-katholischen Kirche, 20 Einwohner zur reformierten Kirche, 16 Einwohner zur orthodoxen Kirche, 12 Einwohner zur evangelisch-methodistischen Kirche, 10 Einwohner zu den Zeugen Jehovas, jeweils sieben Einwohner zu den Brethren und zur jüdischen Gemeinde, vier Einwohner zur apostolischen Kirche, drei Einwohner zu den Baptisten, zwei Einwohner zu den Mormonen sowie jeweils ein Einwohner zu den christlichen Gemeinden und zur tschechoslowakischen hussitischen Kirche. 20 Einwohner bekannten sich zu einer anderen Konfession, 749 Einwohner waren konfessionslos und bei 206 Einwohnern wurde die Konfession nicht ermittelt.

## Sehenswürdigkeiten

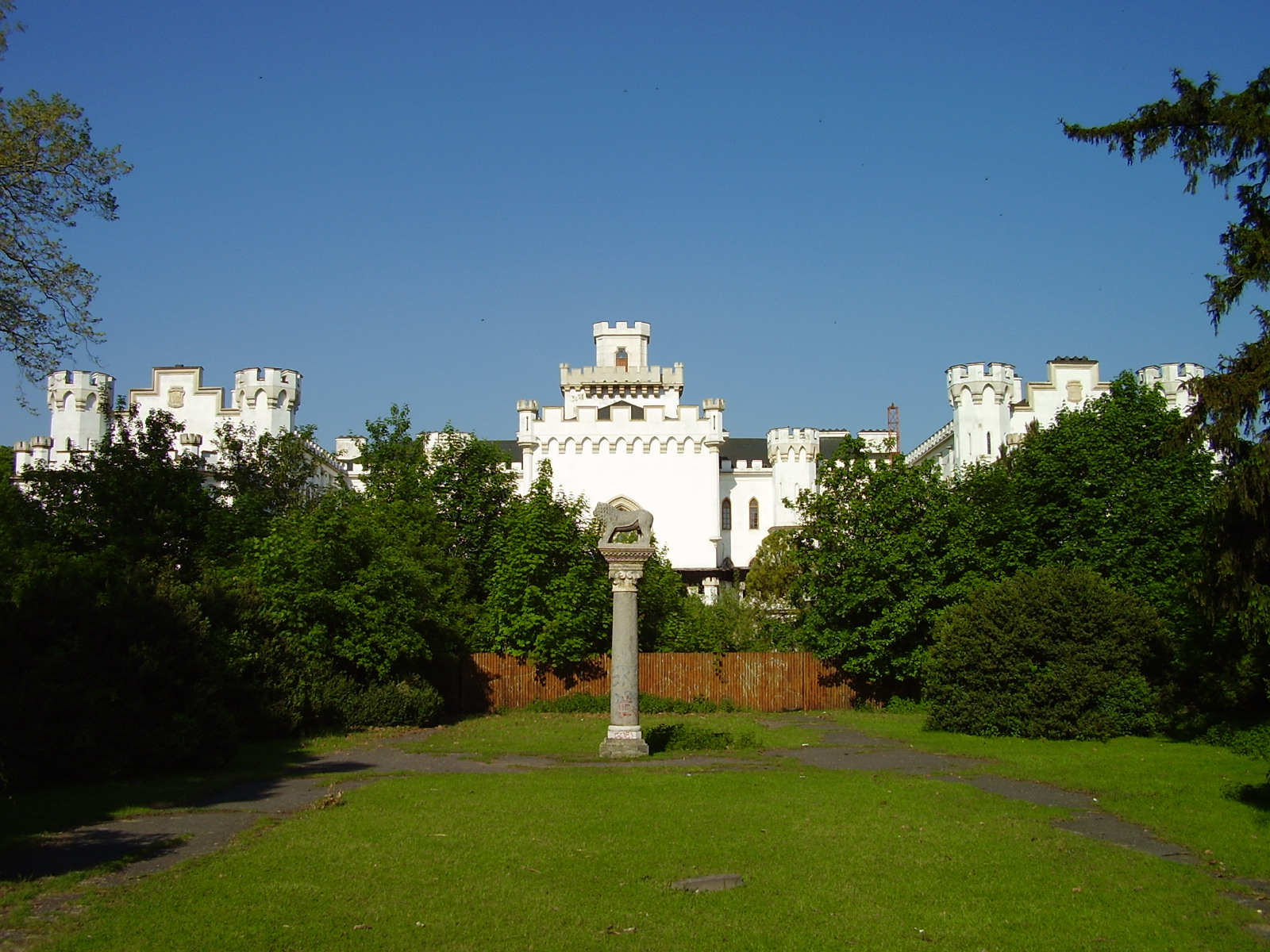
Schloss Karlburg

Zu den Hauptsehenswürdigkeiten von Rusovce zählen die Ruinen des römischen Kastells Gerulata sowie das für die Öffentlichkeit nicht zugängliche neogotische Schloss Karlburg mit angeschlossenem Park. Weiter stehen hier die römisch-katholische Veitskirche Kirche im Stil der Renaissance aus dem Jahr 1608, die einen romanischen Sakralbau ersetzte, weiter römisch-katholische Maria Magdalena im Frühbarockstil aus dem Jahr 1668, evangelische Kirche aus den 1820er Jahren sowie barocke Dreifaltigkeitssäule aus dem Jahr 1748.

## Verkehr

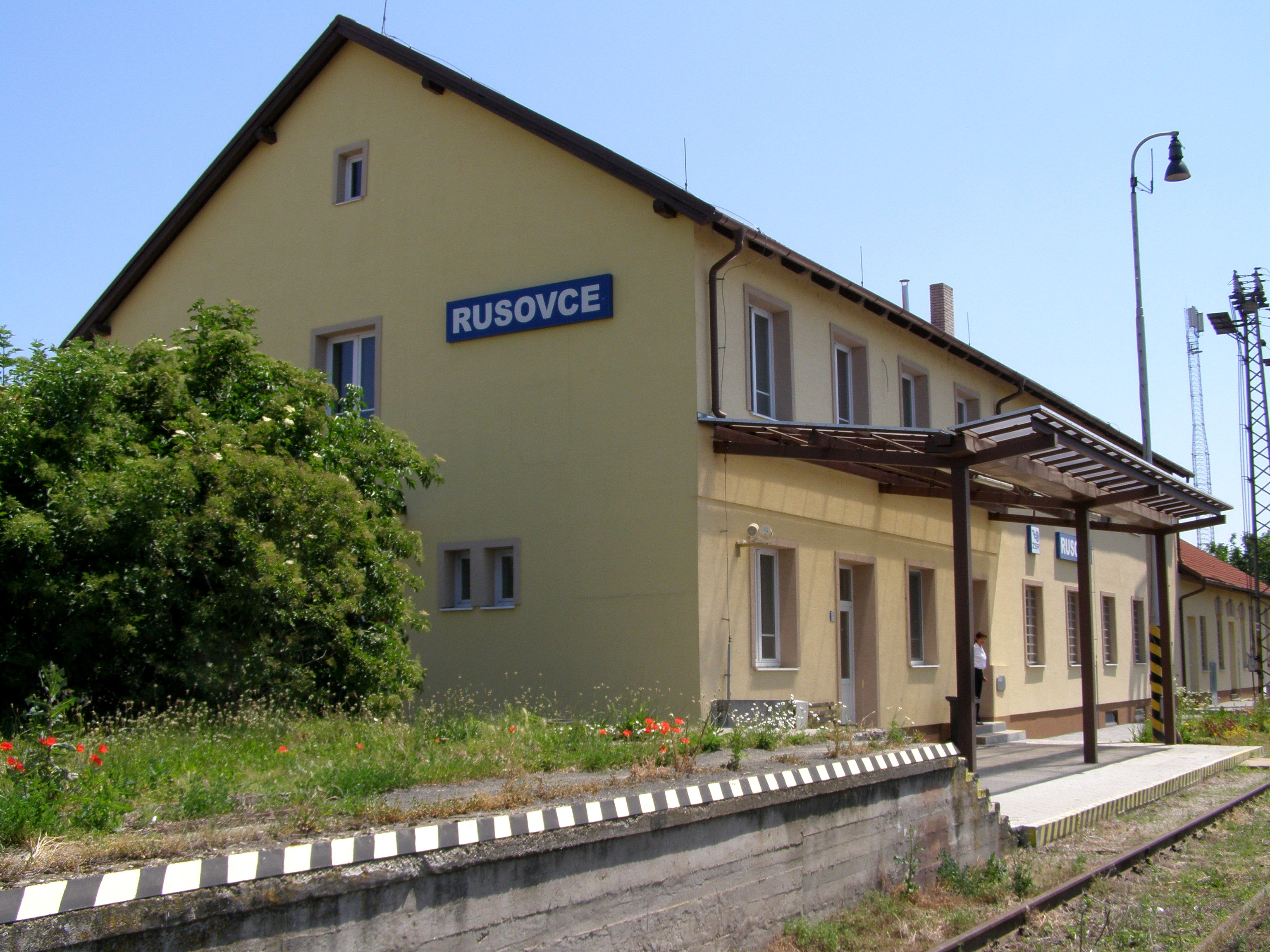
Bahnhof Rusovce

Durch Rusovce verläuft die Cesta I. triedy 2 („Straße 1. Ordnung“) von Bratislava zur ungarischen Grenze sowie Lokalstraßen nach Jarovce und Čunovo. Parallel zur I/2 führt weiter westlich die Autobahn D2 ohne direkten Anschluss, die nächste Autobahnanschlussstelle ist Bratislava-Petržalka an der Bratislavas Ringautobahn D4.
Durch den Stadtteil verläuft die Bahnstrecke Bratislava–Hegyeshalom mit einem Anschluss am Bahnhof Rusovce mit regelmäßigen Vorortsverbindungen. Die städtische ÖPNV-Gesellschaft Dopravný podnik Bratislava (DPB) betreibt drei Buslinien durch Rusovce (Stand 2021).

## Persönlichkeiten
- Gyula Hernádi (1926–2005), ungarischer Schriftsteller und Drehbuchautor

## Weblinks

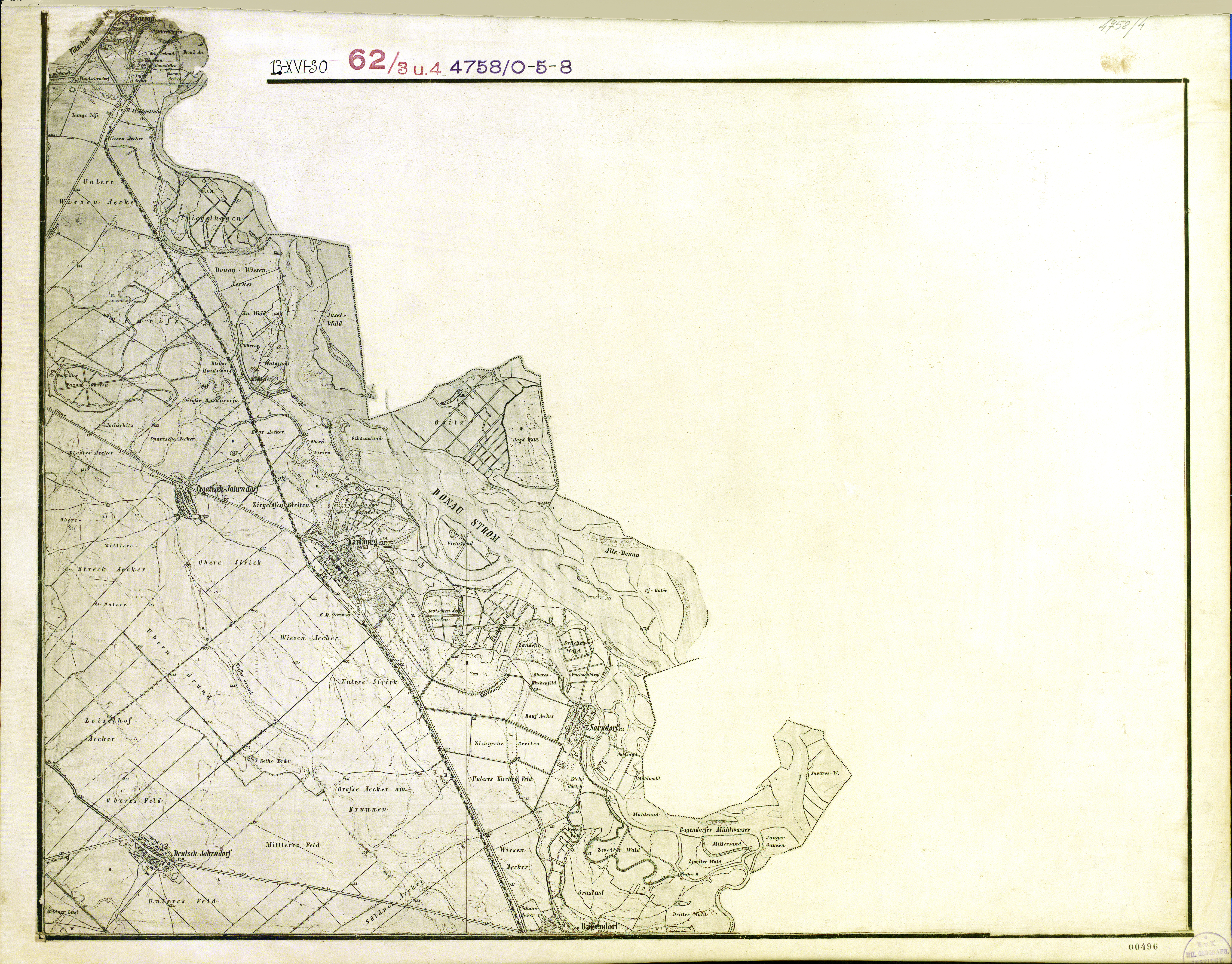
Karlburg/Rusovce und Umgebung (Mitte) um 1873 (Aufnahmeblatt der Landesaufnahme)